# 윌 켐프
윌 켐프(Will Kemp, 1977년 6월 29일 ~ )는 잉글랜드의 배우, 무용가이다.

## 출연 작품

### 영화
- 마인드헌터 (2004)
- 반 헬싱 (2004) - 벨칸 역
- 스텝업 2: 더 스트리트 (2008)
- 스콜피온 킹: 더 로스트 스론 (2015)
- 무서운 꿈 (2017) - 톰 아널즈 역

### 텔레비전
- 니키타 (2011)
- 90210 (2012)
- 레인 (2017)
- 둠 패트롤 (2019)
- 스핀 아웃 (2020)